# Nelson County, Kentucky
Nelson County är ett administrativt område i delstaten Kentucky, USA, med 43 437 invånare. Den administrativa huvudorten (county seat) är Bardstown. 

## Geografi
Enligt United States Census Bureau så har countyt en total area på 1 098 km². 1 094 km² av den arean är land och 4 km² är vatten. 

### Angränsande countyn
- Spencer County - norr
- Anderson County - nordost
- Washington County - öst
- Marion County - sydost
- LaRue County - söder
- Hardin County - väst
- Bullitt County - nordväst